# Atahensik Corona
Atahensik Corona est une corona, formation géologique en forme de couronne, située sur la planète Vénus par -19° S et 170° E. Elle est localisée dans le quadrangle de Diana Chasma. Elle a été nommée en référence à Atahensik, déesse Hurone/Iroquoise, créatrice du Soleil et de la Lune. 

## Géographie et géologie
Atahensik Corona couvre une surface circulaire d'environ 700 km de diamètre. Cette formation fait partie des 34 coronae de plus de 500 km de diamètre sur la surface de Vénus.